# Edwin Hedberg
Edwin Hedberg (* 29. Januar 1994 in Medellín) ist ein schwedisch-kolumbianischer Eishockeyspieler, der seit 2020 erneut bei MODO Hockey aus der HockeyAllsvenskan unter Vertrag steht.
Der in Kolumbien geborene Angriffsspieler entstammt der Jugend von Östersunds IK. Ab der Saison 2012/13 spielte er für MODO Hockey in der Elitserien. 2014 wurde er bei einer Dopingkontrolle positiv auf Sibutramin getestet und für sechs Monate gesperrt. Danach wechselte Hedberg zu dem kroatischen Klub KHL Medveščak Zagreb in die Kontinentale Hockey-Liga. In den folgenden drei Spieljahren stand Hedberg in Zagreb unter Vertrag und erreichte in 134 KHL-Partien 20 Tore und 24 Assists, ehe er im Januar 2017 an den Rögle BK aus der Svenska Hockeyligan abgegeben wurde.